# سقانفار فیروزجا
سقانفار فیروزجا مربوط به دوره قاجار است و در شهرستان بابل، بخش‌بند پی شرقی، دهستان سجادرود، روستای فیروزجاه واقع شده و این اثر در تاریخ ۹ بهمن ۱۳۸۶ با شمارهٔ ثبت ۲۰۶۶۳ به‌عنوان یکی از آثار ملی ایران به ثبت رسیده است.